# Carrosserie sur châssis
La carrosserie sur châssis est une méthode traditionnelle de construction automobile. Le montage séparé de la carrosserie sur un châssis rigide qui prend en charge la transmission fut la méthode originale de construction d'automobiles, dont l'assemblage est encore employé. À l'origine, les châssis furent construits en bois (généralement de frène), mais ses assemblages en échelle d'acier devinrent communs dans les années 1930. Cette technique n'est pas comparable aux nouvelles carrosseries monocoque, et peu de véhicules modernes les utilisent encore outre les camions.

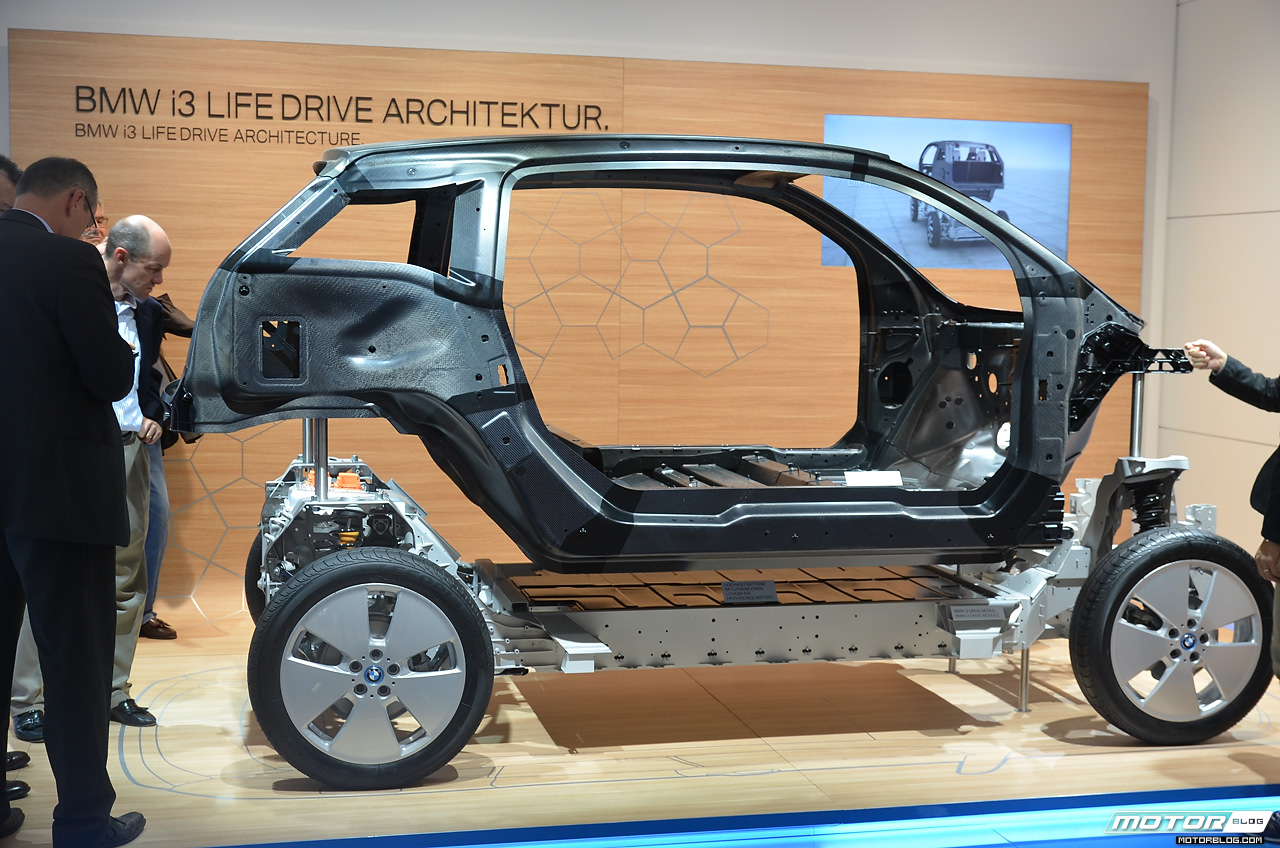
La voiture électrique BMW i3 est l'une des rares voitures modernes ayant une conception à carrosserie séparée du châssis (2013).

## Histoire

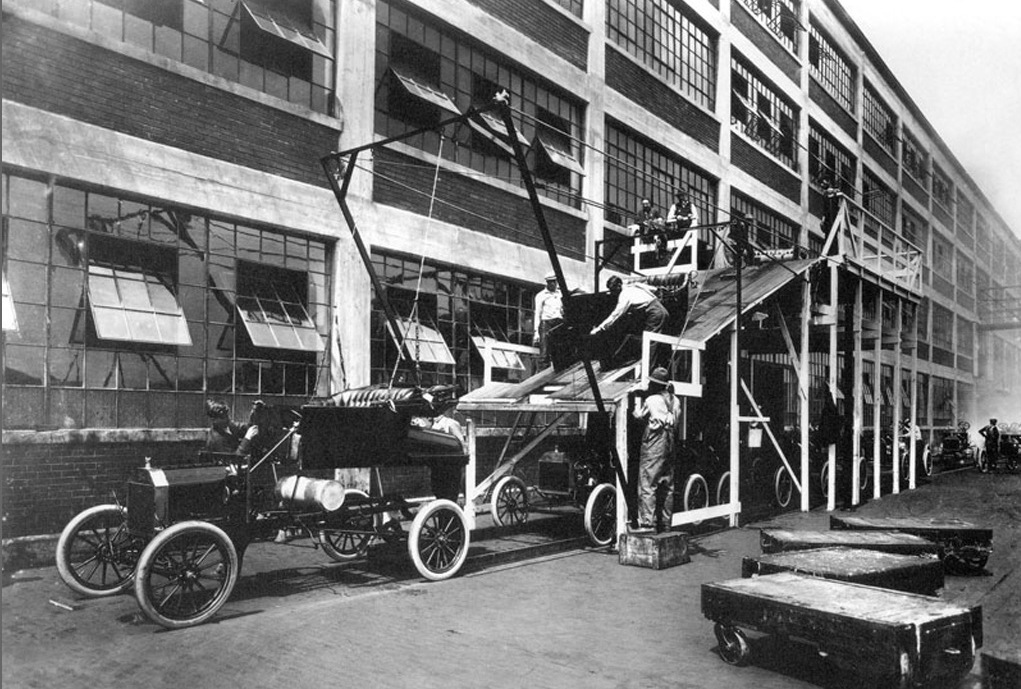
La chaîne d'assemblage de la Ford T en 1913 à l'étape où la carrosserie est posée sur le châssis

La Ford Modèle T continua la tradition de la carrosserie sur châssis venant des véhicules à chevaux qui contribua à faciliter le volume élevé de fabrication sur une chaîne de montage mobile. Aux États-Unis, de fréquents changements et modifications dans la conception automobile rendirent l'emploi d'un châssis en échelle nécessaire pour avoir la possibilité de modifier la conception sans avoir à changer le châssis. Ce qui permettait des changements fréquents et des améliorations à la carrosserie et l'intérieur (ce qui est le plus visible pour les clients) tout en laissant le châssis et la transmission inchangés, et donc de limiter les coûts et les temps de conception. Il est également facile d'utiliser la même plate-forme pour différentes voitures. C'était un gros avantage avant la conception assistée par ordinateur.

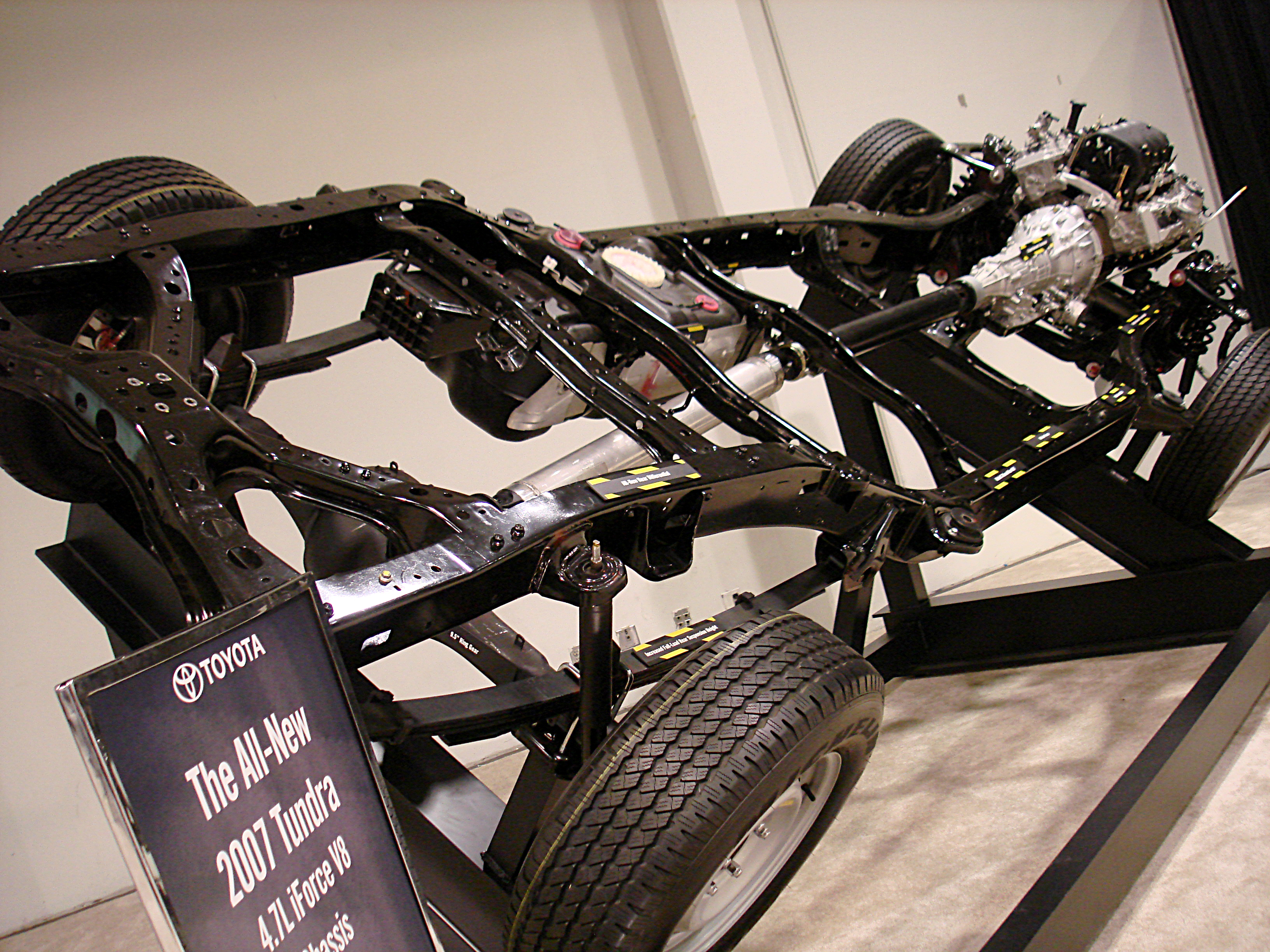
Un châssis 4x4 Toyota Tundra de 2007 comprenant le moteur, la transmission, la suspension et les roues.

La plupart des petits véhicules de transport de passagers sont passés à construction monocoque dans les années 1960, mais la tendance commença dans les années 1930 avec des voitures comme l'Opel Olympia, et la Citroën Traction Avant, en laissant la construction classique châssis et carrosserie séparés aux  camions, certains constructeurs d'autobus, et aux grosses voitures. Le changement se poursuit encore; la carrosserie sur châssis reste la méthode préférée de construction pour les lourds véhicules commerciaux (en particulier ceux destinés à transporter ou tirer de lourdes charges, comme les camions et certains véhicules utilitaires sport (SUV)), mais un nombre croissant de SUV se sont également convertis à la caisse monocoque et le marché se déplace des SUV aux crossover Suv. Les fabricants de masse Ford, General Motors et Chrysler sont en train d'abandonner les vrais SUV à carrosserie sur châssis, optant pour une construction monocoque moins chère. Hyundai et Toyota fabriquent actuellement la plupart des SUV carrosserie sur châssis, avec les Trajet, le 4Runner, FJ Cruiser, Land Cruiser, Sequoia, Lexus GX et LX , suivis par Nissan avec l'Armada, Patrol, Xterra et Infiniti QX56/80. La Ford Panther platform, abandonnée en 2011, fut la dernière voiture de tourisme construite de cette manière traditionnelle.
Une variante utilisée par Chevrolet pour sa Corvette intègre le squelette interne au châssis.
À mi-chemin de la construction monocoque fut la "semi-monocoque" utilisée par la Volkswagen Coccinelle et la Renault 4. Celles-ci utilisèrent un châssis léger séparé en acier embouti formant une plate-forme en donnant les avantages d'un châssis  traditionnel avec moins de poids et plus de rigidité. Ces deux châssis ont été utilisés pour plusieurs modèles différents. Volkswagen fait usage de la coque pour la résistance structurale ainsi que du châssis — d'où l'expression "semi-monocoque'.
La Lincoln Town car domine le marché Américain des limousines parce que c'est la dernière voiture de luxe Américaine faite avec la carrosserie sur châssis et peut être facilement allongée. Après son abandon en 2011, la remplaçante est la Lincoln Navigator.

## Avantages et Inconvénients

### Avantages
- Plus facile à concevoir, construire et modifier, moins vrai maintenant que la conception assistée par ordinateur (CAO) est devenue commune, mais toujours un avantage pour le carrossier.
- Plus silencieuse, parce que les contraintes ne passent pas dans la carrosserie qui est isolée du châssis par des tampons de caoutchouc autour des vis de fixation. C'est moins important aujourd'hui, mais historiquement, les organes du véhicule souffraient plus des déformations et vibrations, des lubrifiants dispersés et des fixations desserrées et attaquées par de la rouille. Les carrosseries séparées étaient moins affectées par ces modes de vieillissement.
- Plus facile à réparer après un accident. Cela est crucial pour les premiers intervenants (police, incendie, ambulances) et les taxis, car les ailes endommagées peuvent être remplacées à peu de frais, et le véhicule peut reprendre du service immédiatement alors qu'une monocoque a besoin de spécialistes et d'un outillage coûteux — avec le véhicule immobilisé plus longtemps. Grand-Am permet aux voitures à châssis tubulaire de remplacer leurs homologues monocoque, permettant aux voitures d'être facilement réparées avec de nouveaux clips.
- Peut permettre à un fabricant de sous-traiter plus facilement des portions du travail, comme lors de la sous-traitance de la carrosserie en aluminium de  l'Austin A40 Sport chez Jensen Motors.
- Peut permettre plus de torsion  et de flexion avant de céder (camions, SUV hors-piste basés sur des camions) [5]

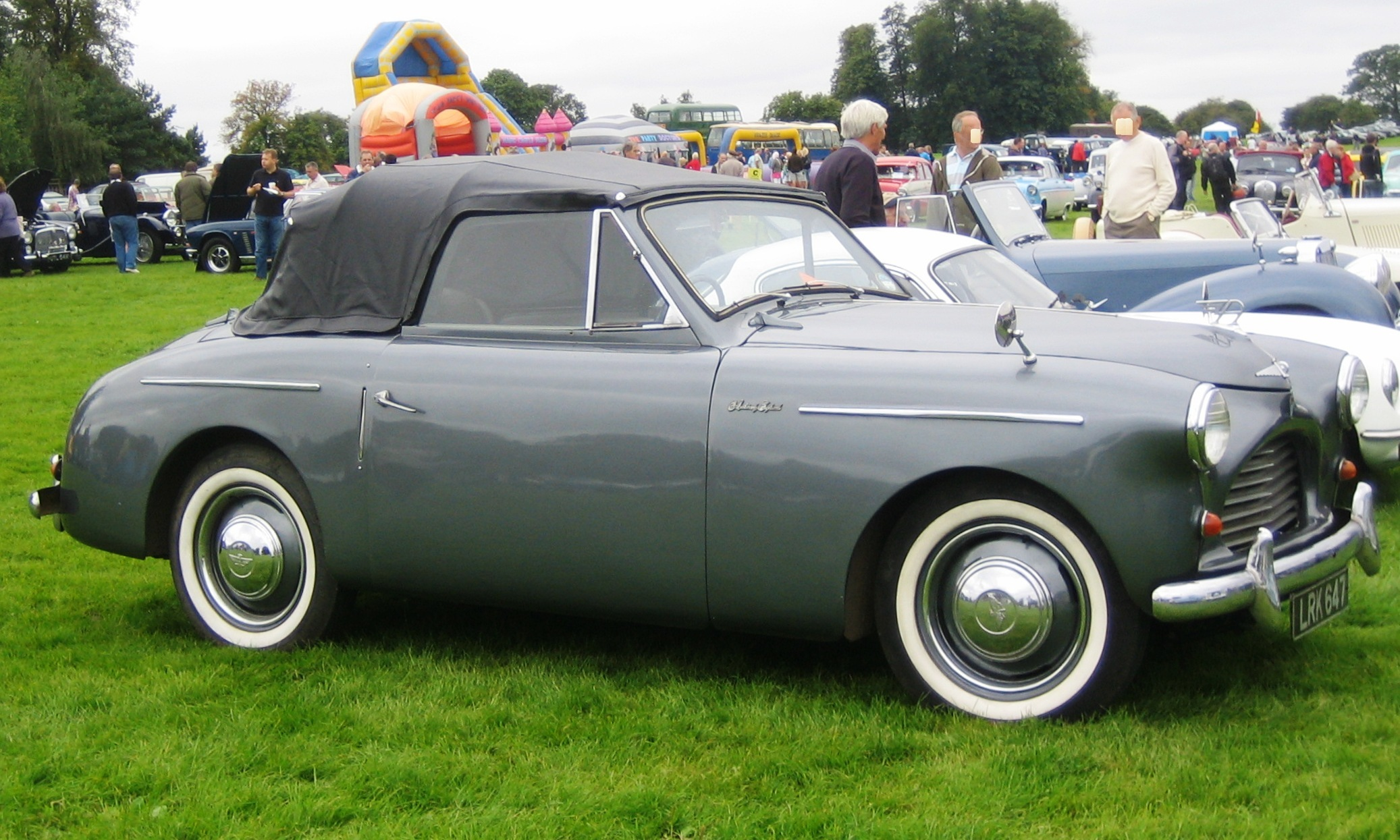
L'Austin A40 Sport, vers 1951. La carrosserie en aluminium était construite par Jensen (West Bromwich albion) et transportée à l'usine Austin de Longbridge pour l'assemblage final.

### Inconvénients
- Plus lourde que la monocoque, provoquant une baisse des performances et/ou une consommation de carburant plus élevée, bien que la construction d'un châssis en métal léger comme le titane puisse largement compenser.
- Beaucoup moins résistant à la torsion (flexion de l'ensemble de la voiture dans les virages), compromettant la tenue de route et l'adhérence.
- L'absence d'une zone de déformation en cas de choc frontal, provoquant un taux plus élevé de décès et de blessures graves. Certaines voitures ont adopté un format similaire à ce qui est utilisé en NASCAR, où la voiture est divisée en trois sections, et les parties avant et arrière absorbent l'impact, permettant le remplacement lors de la réparation de la voiture[7].

### Traductions
- (en) Cet article est partiellement ou en totalité issu de l’article de Wikipédia en anglais intitulé « Body-on-frame » (voir la liste des auteurs).